# Erica sonora
Erica sonora är en ljungväxtart som beskrevs av Robert Harold Compton. Erica sonora ingår i släktet klockljungssläktet, och familjen ljungväxter. Inga underarter finns listade i Catalogue of Life.